# Psittacanthus redactus
Psittacanthus redactus är en tvåhjärtbladig växtart som beskrevs av Carlos Toledo Rizzini. Psittacanthus redactus ingår i släktet Psittacanthus och familjen Loranthaceae. Inga underarter finns listade i Catalogue of Life.